# Blitz (film)
Blitz – brytyjsko-amerykańsko-francuski film kryminalny z gatunku thriller z 2011 roku w reżyserii Elliotta Lestera, powstały na podstawie powieści Kena Bruena. Wyprodukowana przez wytwórnię Lionsgate.
Premiera filmu miała miejsce 6 maja 2011.

## Opis fabuły
Detektyw Tom Brant (Jason Statham) wspólnie ze swoim partnerem Porterem Nashem (Paddy Considine) prowadzi śledztwo w sprawie seryjnego mordercy. Działają pod presją, ponieważ zbrodniarz na swoje ofiary wybiera policjantów. Funkcjonariusze kilka razy byli już bliscy ujęcia zabójcy, za każdym razem jednak udawało mu się uciec. Wkrótce okazuje się, że mordercy bardzo zależy na rozgłosie. Kontaktuje się więc z dziennikarzem poczytnego magazynu Haroldem Dunlopem (David Morrissey) i ujawnia mu szczegóły swoich zbrodni. Zdradza także swój pseudonim – Blitz. Niewiele pomaga to funkcjonariuszom. Tom i Nash wiedzą, że nie mają wiele czasu. Jeśli chcą zapobiec kolejnym mordom, muszą szybko poznać tożsamość psychopaty, który prowadzi z nimi okrutną grę.

## Produkcja
Zdjęcia do filmu kręcono w Londynie w Anglii, w Wielkiej Brytanii.

## Obsada
Źródło: Filmweb
- Jason Statham jako Tom Brant
- Paddy Considine jako Porter Nash
- Aidan Gillen jako Barry Weiss
- Zawe Ashton jako Elizabeth Falls
- David Morrissey jako Harold Dunlop
- Ned Dennehy jako Radnor
- Mark Rylance jako Roberts
- Luke Evans jako Craig Stokes
- Nicky Henson jako komisarz Brown

i inni.